# Manuel Zeceña Diéguez
Manuel Zeceña Diéguez (Guatemala, 12 de enero de 1918 - Ciudad de Guatemala, 9 de junio de 1991) fue un productor de cine guatemalteco, que se caracterizó por producir películas comercializadas internacionalmente, principalmente asociándose con productores y artistas extranjeros. 
Trabajó especialmente en coproducciones (usualmente con productores mexicanos), con estrellas extranjeras internacionalmente reconocidas entre ellas Emilio Fernández, Tere Velázquez, Rossano Brazzi, Cameron Mitchell, Elsa Aguirre, y Julio Alemán, y rodajes internacionales que inclueron a Guatemala, México, Venezuela y la República Dominicana.
Falleció en la Ciudad de Guatemala el 9 de junio de 1991 a los 73 años de edad.

## Películas
Entre sus principales filmes, están:
- Pecado (1962): producida por Zeceña Diéguez en sociedad con productores mexicanos y dirigida por Alfonso Corona Blake. Fue protagonizada por Tere Velázquez, Eric del Castillo, Jorge Mondragón y Jorge Mistral y fue la primera película que el productor guatemalteco rodó completamente en Guatemala, aunque con equipo y actores mexicanos.[1] La historia gira en torno a una ambiciosa mujer que utiliza sus encantos para tratar de recuperar un botín oro robado que ha sido escondido en un río en Guatemala.[2][1]
- Paloma herida (1962): también producida por Zeceña Diéguez con equipo y actores mexicanos.  Estuvo a cargo del reconocido director mexicano Emilio «El Indio» Fernández y fue protagonizada por Patricia Conde y el propio Emilio Fernández.  La historia trata de una mujer que es capturada en la Capitanía de Puerto San José tras asesinar a un hombre, pero es liberada cuando cuenta que el hombre había abusado de su poblado —representado por San  Antonio Palopó en Sololá—[1] y de ella misma.[3]
- La gitana y el charro (1963): quizá la mejor comedia del productor, se inicia con la canción El dicharachero entre un charro terrateniente (Antonio Aguilar) y la lideresa de un grupo de gitanos (Lola Flores), que se filmó la plaza central de Palín, municipio del departamento de Escuintla.[4]
- Alma llanera (1965): historia de la explotación petrolera en Venezuela que fue rodada en Antigua Guatemala. Aunque la acción transcurre en Guatemala, se identifican fácilmente para la audiencia guatemalteca el Cementerio San Lázaro, la séptima calle poniente con la ermita de Santa Lucía al fondo, la alameda de El Calvario, la Fuente de las Delicias y el barrio de la Concepción, la Fuente de las Sirenas en el parque Central (escena nocturna) y el antiguo Aserradero San Sebastián junto a las ruinas de Santa Teresa.[1]
- Sólo de noche vienes (1965): es una película mexicana producida por Panamerican Films y Zeceña Diéguez y dirigida por Sergio Véjar. Fue protagonizada por Elsa Aguirre y Julio Alemán junto a los actores Cosmo Alessio, Rodolfo Landa, Herbert Meneses y Regina Torné. La historia gira en torno a un idilio amoroso que ocurre en los días de la Semana Santa. Sólo de noche vienes es un importante registro cinematográfico de la Semana Santa de Guatemala de la década de 1960,[5] aun cuando el equipo y los intérpretes se vieron compelidos a culminar el rodaje en El Salvador.[1]  La censura fue fuerte contra esta película, no solamente por errores como cuando Elsa Aguirre entra en el templo de San Francisco y cuando sale lo hace de la Catedral Metropolina, sino porque la actriz luce las prendas íntimas en más de una escena y sostiene una tórrida relación con Alemán en la playa a la hora que las procesiones del Santo Entierro recorren la Ciudad de Guatemala.[1]
- Derecho de asilo (1972): también conocido como Detrás de esa puerta fue rodado en Ciudad de Guatemala. Tratándose del asesinato de un general cometido por la guerrilla, el asilo de uno de los guerrilleros en una embajada, los trámites del embajador para obtener el salvoconducto y finalmente el exilio del guerrillero, la cinta da lugar a recorrer algunas zonas de la capital de la república. Entre los hitos arquitectónicos y urbanísticos de la modernidad de la ciudad que el filme descubre, encontramos, Vista Hermosa, el Aeropuerto Internacional La Aurora, el edificio de la Rectoría de la Universidad de San Carlos de Guatemala, el Bulevar Liberación, la Avenida Reforma, la 7.ª Avenida de la zona 9, y el Crédito Hipotecario Nacional.  La diversidad ambiental y geográfica se representa con la selva, las tierras productivas de la costa sur y los alrededores del lago de Atitlán.[1]
- De Anita de Montemar (1969): también conocida como Ave sin nido y filmada en Antigua Guatemala.
- Renzo el gitano (1970): filmada en Antigua Guatemala y en la Ciudad de Guatemala.
- Mi mesera (1970): rodada en Ciudad de Guatemala, pero con muy pocas imágenes de la ciudad y generalmente en planos cerrados, como queriendo evitar la identificación de lugares específicos. Posiblemente el productor deseaba evitar merma en la taquilla cuando la película se proyectara internacionalmente; aun así, se reconocen la Cervecería Centroamericana, la iglesia Santa Delfina de Signé y el hotel Camino Real.[1]